# Erax albiceps
Erax albiceps är en tvåvingeart som beskrevs av Macquart 1850. Erax albiceps ingår i släktet Erax och familjen rovflugor. Inga underarter finns listade i Catalogue of Life.